# جزيرة البكاء الطويل
جزيرة البكاء الطويل هي رواية للكاتب المغربي عبد الرحيم الخصار صدرت عن دار النشر المتوسط بإيطاليا سنة 2022.

## ملخص الرواية
تتناول الرواية التجربة الحياتية لشخصية تاريخية هي مصطفى الأزموري، وتحوله من عبد أسير إلى شخصية مهمة من خلال رحلته الطويلة التي بدأها من مدينة أزمور في المغرب منتقلا إلى البرتغال ثم إسبانيا ثم أمريكا من أجل اكتشاف العالم الجديد خلال القرن السادس عشر. سمي البطل بعدة أسماء خلال الرواية هي: استيبان، استيبانيكو، استيفانيكو، آكا، استيفان الأسود، استيفان الموري، المكسيكي الأسود، الفاتح الأسود، الزنجي، العبد.

يتوقف الخصار في روايته عند ثلاث مراحل تاريخية متقاربة من تاريخ الظلم الإنساني هي: مرحلة الاحتلال البرتغالي للمغرب وما عاناه سكان مدينة أزمور من ظلم وقهر، ومرحلة تهجير المورسيكيين وإرغامهم على تغيير ديانتهم إلى المسيحية، ثم مرحلة الأعتداء الأوربي على الهنود الحمر، إذ شكلت المراحل الثلاثة أبرز الأحداث التي تمحورت حولها الرواية.

غلاف رواية جزيرة البكاء الطويل

## نبذة عن الرواية
جزيرة البكاء الطويل، رواية عن الحب الذي لم يكتمل، عن الصداقة والخيانة، والألم والظلم الإنساني الذي مورس على سكان مدينة أزمور في المغرب، وعلى الموريسكيين في إسبانيا، وعلى الهنود الحمر في موطنهم. رحلة شيقة بقدر ما هي مؤلمة. رحلة لا من أجل استعادة الماضي فحسب، إنما لتساعدنا على فهم أعمق لعالم اليوم، إنها رحلة إنسان مغربي متعدد الأسماء والحيوات، قادته لاكتشاف مجاهل الأرض وسبر دواخلها. تعددت أسماؤه، ومعها تعددت ألوان أيامه في هذه المغامرة القدرية التي قادته عبدا من أزمور بالمغرب، بعد أن باعه والده للبرتغاليين، مرورا بإسبانيا التي صار فيها سيدًا وصولا إلى أن يكون، في بداية القرن السادس عشر، مكتشفا لمدن الذهب في الولايات المتحدة وما فيها من أسرار وأهوال. شخصية استثنائية استطاع الكاتب مقاربتها بحفر مضن في الذاكرة، عبر سردية أدبية تغوص في تفاصيل حدث معلوم يكتنف تاريخه الكثير من الغموض. بلغة أبدع الخصار في أن يجعل منها لسان حال بطله وتقلبات حياته، توالت باقي الألسنة لتسرد رواية ساحرة، مخيفة، وشيقة تختبر العبودية والترحال والإبحار عبر المحيط باتجاه «جزيرة البكاء الطويل». مسافات تبدو طويلة جدا ومنهكة تمامًا كما هي المسافات التي نقطعها لاكتشاف ذواتنا.

## الشخصيات
تتضمن رواية جزيرة البكاء الطويل مجموعة من الشخصيات المحورية التي تشكل نسيج السرد وتبرز موضوعات الهوية، العبودية، والاستعمار. في مقدمتها، تأتي شخصية مصطفى الأزَمُوري (Estebanico)، العبد المغربي الذي يُباع لأسياد برتغاليين ويصبح جزءًا من قافلة استكشافية إسبانية إلى أمريكا. يتعدد اسمه بين Estebanico، الزنجي، ابن الشمس، والفاتح الأسود، وهو يمثل رحلة طويلة من العبودية إلى التحرر الجزئي، ويُجسد الهوية المغلوبة على أمرها والذاكرة التاريخية المنسية. إلى جانبه، تظهر شخصية أماريس، المرأة المغربية التي تعكس صوتًا مختلفًا وتجسد الصراع بين التقاليد والحداثة والضغوط الاجتماعية التي تواجهها في زمن الاحتلال والاستعمار. كما يتواجد في الرواية دورانتيس، الناقد الأوروبي أو المؤرخ الذي يحاول تفسير رحلة مصطفى، ويجسد المنظور الغربي المحاول قراءة تاريخ الآخر، لكنه يظل محدود الرؤية في كثير من الأحيان. كذلك، هناك شخصية كابيزا دي فاكا، المستكشف الإسباني الحقيقي الذي يرافق القافلة ويعبر عن وجهة النظر الاستعمارية الأوروبية. أما الشخصيات الثانوية، فتشمل والد مصطفى الذي يبيع ابنه في بداية الرواية، مما يرمز إلى الضغوط الاجتماعية والاقتصادية القاسية، بالإضافة إلى العبيد الآخرين في القافلة، الذين يمثلون نماذج متعددة من معاناة العبودية وتجارب الألم والهجرة

## بين الشعر و السرد
لا يقطع الخصار مع تجربته الإبداعية وخلفيته الشعرية، وهو يكتب روايته الجديدة، سواء وهو يقدم لفصولها بعتبات – قصائد من  أشعار وصلوات الهنود الحُمر، ومن ذلك أن نقرأ على لسان زعيم قبيلة “الشوني”: “عش حياتك بشكل لا يجعل للخوف من الموت مكانا / في قلبك. / لا تضجر الآخرين بذم معتقداتهم / احترم آراء غيرك / وافرض عليهم أن يحترموك. / اعشق حياتك / اجعلها أشهى حياة / حاول أن يكون لك عمر مديد / اجعله في خدمة الآخرين”، أو وهو يتوسل لغة شعرية على مستوى سرده للحكاية، عبر شذرات تجعلنا قريبين من العوالم التي ميزت تجربته الشعرية، التي تعرفنا عليها في دواوينه “أخيراً وصل الشتاء” و”أنظر وأكتفي بالنظر” و”نيران صديقة” و”بيت بعيد” و”عودة آدم” و”القبطان البري”.

## اقتباسات من الرواية
" وقفتُ على الساحل، أنتظر مثلما ينتظر الآخرون أن تصل السفن البرتغالية التي كانت تنقل كلَّ يوم العشرات منَّا باتِّجاه الضفَّة الأخرى من البحر. لماذا كبَّلوا أيدينا وأقدامنا بسلاسل الحديد، وأحكموا إقفالها؟ فنحنُ رَغْم كلِّ شيء لن نهرب، ثمَّ إلى أين سنهرب؟ نحن أيضاً نريد الذهاب إلى هناك أو إلى أيِّ مكان آخر، بعيداً عن هذه المدينة التي نشأنا فيها وأحببنا ترابها وماءها وأسوارها العالية. لم يكن الموت يُخيفنا، لكنْ، أن نموت غرقى في البِحَار في لحظة خاطفة خير من أن نموت هنا بالتقسيط من فَرْط الجوع"
"مرت ست سنوات على هذه الحال، كان الناس يرغبون فقط في البقاء على قيد الحياة، أما الحرية فكانت حلمًا بعيد المنال، لقد مرغوا أنوفنا جميعًا في الوحل" ص12

## دراسات ومقالات عن الرواية
- الرواية المغربية والتخيل التاريخي: "جزيرة البكاء الطويل" لعبد الرحيم الخصار نموذجًا، من تأليف: عبد الكبير الميناوي،الباحث في الأدب الحديث بجامعة القاضي عياض بالمغرب، مجلة اللغة، الكتاب السابع، العدد الثاني، 2022م.(طالع الدراسة).
- الشاعر روائيًا..مغامرة عبد الرحيم الخصار في "جزيرة البكاء الطويل"، حلقة في برنامج "ثقافة" منشورة على منصة يوتيوب 2022م، (شاهد الحلقة).
- شريف الشافعي: رحلة عبدالرحيم الخصار من سوق العبيد إلى حروب الذهب. صحيفة اندبندنت العربية.
- أحمد المديني: المغربي المشارك في اكتشاف أميركا...كما تخيله عبدالرحيم الخصار. صحيفة النهار العربي

## الشخصيات[3]
- استيبانيكو (مصطفى الأزموري)
- أماريس.
- دورانتيس.
- كابيزا دي فاكا.
- حدو والد مصطفي.